# زمین‌لرزه ۲۰۱۸ سولاوسی
زمین‌لرزه ۲۰۱۸ سولاوسی (انگلیسی: 2018 Sulawesi earthquake) در روز جمعه ۲۸ سپتامبر به بزرگای ۷٫۵ ریشتر در «پالو» - پایتخت جزیره «سولاوسی» - شهر «دونگالا» و چندین شهر ساحلی دیگر اندونزی رخ داد که به دنبال آن یک سونامی شدید و قوی به وقوع پیوست. در این حادثه دست‌کم ۲۲۵۶ نفر کشته و بیش از ۱۰۶۷۹ نفر مجروح و دست‌کم ۱۰۷۶ نفر مفقود شدند.

## شرح واقعه
در روز جمعه ۲۸ سپتامبر ۲۰۱۸ در پالو پایتخت جزیره سولاوسی، دونگالا و چندین شهر ساحلی دیگر در اندونزی زمین‌لرزه‌ای به بزرگای ۷٫۵ ریشتر با دو پس‌لرزه شدید به بزرگای ۶٫۷ و ۶٫۱ ریشتر و به دنبالش یک سونامی قوی باعث ناپدید شدن بسیاری از مردم و نابود شدن خانه‌های بسیاری شد.
آژانس هواشناسی و ژئوفیزیک اندونزی اطلاع داد که امواج سونامی تا ۶ متر رسیده بود.

## خسارات
زمین‌لرزه باعث قطع برق و تلفن و نابودی بسیاری از خانه‌های مسکونی شده‌است. همچنین در دونگالا باعث جابجا شدن مخازن نفت شده و فعالیت مراکز بارگیری را مختل کرده‌است ولی باعث نشتی نفت و گاز نشده‌است.

## تلفات
دست‌کم ۲۲۵۶ نفر در این زمین‌لرزه و سونامی جان خود را از دست دادند و بیش از ۱۰۶۷۹ نفر مجروح شدند. بیش از ۱۰۷۶ نفر نیز ناپدید شده‌اند.

## پیشینه
- در ۵ اوت ۲۰۱۸ زمین‌لرزه‌ای در جزیره لومبوک اندونزی بوقوع پیوست که باعث مرک دست‌کم ۵۰۰ نفر شد.
- در سال ۲۰۰۴ زمین‌لرزه‌ای به بزرگای ۹٫۱ ریشتر در سوماترا، در غرب اندونزی باعث مرگ ۱۲۰ هزار نفر در اندونزی شد.[۴]